# Nez-Percés
Os nez-percés são uma tribo do América do Norte que vivem na região do noroeste pacífico (Rio Columbia). Uma teoria antropológica diz que a tribo descende da Cultura Antiga da Cordilheira, que se moveu para o sul a partir das Montanhas Rochosas e para o oeste nas atuais terras dos nez-percés. Atualmente a tribo governa e habita uma reserva indígena no estado de Idaho, nos Estados Unidos. Os nez-percés se autodenominam nimíipu, que quer dizer "O Povo".

## Etimologia

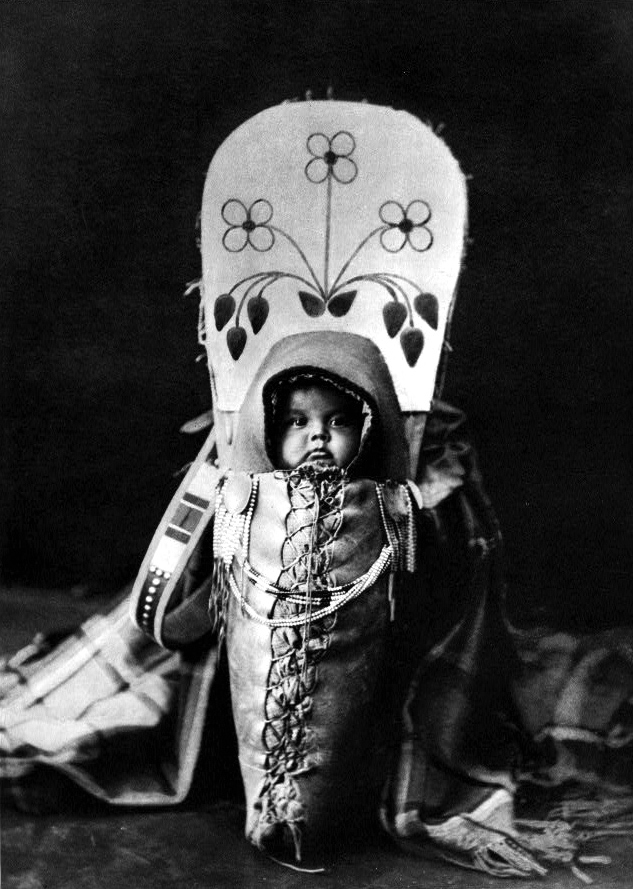
Bebê Nez Perce, 1911.

A mais comum autodenominação utilizada pelos Nez Perce é Nimípu. "Nez Perce" também é utilizada pela própria tribo, o governo norte-americano e pelos historiadores contemporâneos. O antigos trabalhos etnológicos usam o termo francês Nez Percé, com o diacrítico.
Nos jornais de William Clark, a tribo era citada como Chopunnish. Esse termo é uma adaptação do termo cú·pŉitpeľu (O povo Nez Perce), que é formado pelo cú·pŉit (furo com um objeto pontudo) e peľu (povo). A tradição oral dos Nez Perce indica o nome "Cuupn'itpel'uu" significando "nós andamos fora da floresta ou nós andamos fora das montanhas", que remete a um período anterior dos Nez Perce utilizarem os cavalos. Nez Perce foi um nome dado durante a Expedição de Lewis e Clark, quando eles se encontraram pela primeira vez com os Nez Perce em 1805. O nome veio do francês "nariz furado", devido a uma observação não muito acurada dos viajantes, pois eles não utilizavam nenhum ornamento que necessitasse furar o nariz, boca ou orelha. A atual tribo "nariz furado" que vive ao longo do baixo Rio Columbia, no Noroeste Pacífico, são chamados comumente de Chinooks pelos antropólogos e historiadores. Os Chinook dependem densamente da pesca dos salmões, assim como os Nez Perce, e dividem a pesca e trocam entre si os locais de moradia, mas os Chinook possuem uma sociedade muito mais hierarquizada.

## Terras e Cultura Tradicional

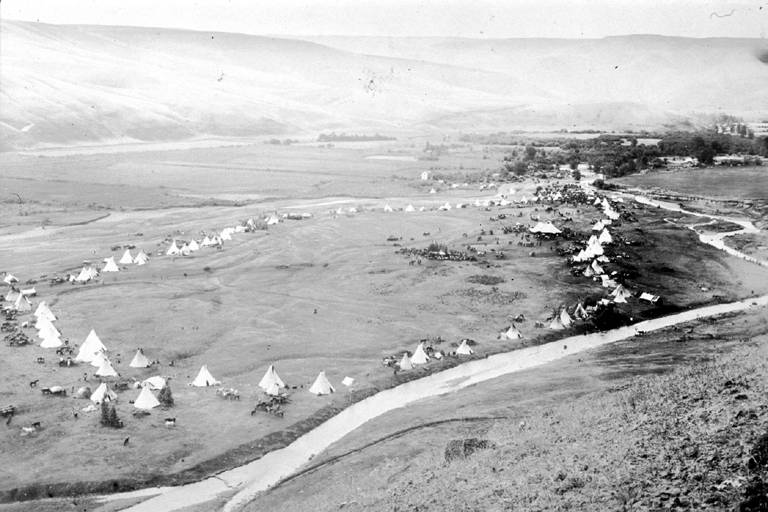
Acampamento Nez Perce, Lapwai, Idaho, ca. 1899

A área dos Nez Perce no tempo de Lewis e Clark era de aproximadamente 69,000 km². Cobria partes de Washington, Oregon, Montana e Idaho, em uma área em volta dos rios Snake, Salmon e o Clearwater. A área tribal estendia-se das Montanhas Bitterroot do leste para as Montanhas Blue no oeste, entre as latitude 45°N e 47°N.
Em 1800, havia mais de 70 aldeias permanentes com em torno de 30 a 200 indivíduos, dependendo da estação e do grupo social. Em torno de 300 sítios foram identificados, incluindo tanto acampamentos quanto aldeias. Em 1805, os Nez Perce eram uma das maiores tribos do rio Columbia, com uma população de em torno de 6000. No início do século XX, os Nez Perce declinaram para 1800 devido a epidemias, conflitos com não-índios e outros fatores.
Os Nez Perce, assim como muitas tribos do oeste, eram migratórias e viajavam conforme as estações, de acordo de onde havia maior quantidade de comida durante um período do ano. Sua migração seguia um modelo previsível de aldeias permanentes de inverno para acampamentos temporários, voltando sempre para os mesmos locais ano após ano. Ele foram conhecidos por irem ao extremo leste, como as Grandes Planícies de Montana, para caçar o bisão-americano, e ao extremo oeste como as Cachoeira de Celilo para a pesca do salmão no rio Columbia. Eles coletavam bastante Camassia, na região entre as drenagens do rio Salmon e do rio Clearwater, como fonte de alimento.
Os Nez Perce acreditam em espíritos chamados wyakins (Wy-a-kins) que deveriam, como eles pensam, oferecer uma ligação com um mundo invisível de poder espiritual. Os wyakin os protegem do mal e se tornam um guardião espiritual individual. Para receber um wyakin, uma jovem garota ou garoto, em torno de 15 a 15 anos, deve ir às montanhas para receber uma visão. A pessoa não deve carregar nenhuma arma, estar em jejum e beber pouca água. Lá, ele ou ela receberia a visão de um espírito que iria ter a forma de um mamífero ou pássaro. Essa visão deveria aparecer fisicamente ou em sonhos ou em um transe. O wyakin da pessoa é muito pessoal e é raramente compartilhado com outras pessoas, sendo que sua contemplação é realizada de forma privada. O wyakin fica com a pessoa até a sua morte.
O Parque Histórico Nacional de Nez Perce inclui um centro de pesquisa, onde possui um arquivo histórico do parque e uma coleção bibliográfica. Está disponível em um website para estudos e interpretação da história e cultura Nez Perce.

## História

### Mito de Origem

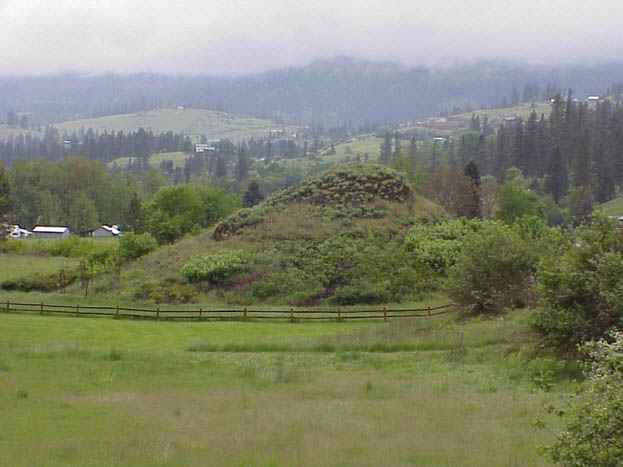
O Coração da Besta descrito no mito de origem Nez Perce

| “ | Houve uma vez um monstro que vivia no vale do rio Clearwater, perto de Kamiah. Essa besta devorava todos os animais que viviam na região e se tornou uma ameaça, até que o Coiote, um herói corajoso de muitos mitos indígenas, decidiu que ele deveria ser morto. Armado com uma faca, ele pulou na garganta do animal e apunhalou seu coração. Então ele cortou o corpo em pedaços e disso surgiram muitas tribos, que foram enviadas para ocupar as montanhas e planícies em volta. Finalmente, ele descobriu que não havia nenhuma tribo no belíssimo vale no qual o monstro vivia, então ele espremeu algumas gotas de sangue do coração do animal e, dessas gotas, surgiram os Nez Perce. Do sangue desse estranho animal surgiu uma tribo com muitas das admiráveis qualidades do ser humano. | ” |

### Primeiro Contato
William Clark foi o primeiro norte-americano a se encontrar com a tribo. Enquanto ele, Meriwether Lewis e seus homens estavam atravessando as Montanhas Bitterroot, eles ficaram com pouca comida. Clark tomou seis caçadores e se apressou para uma caçada. Em 20 de setembro de 1885, perto do final oeste de Lolo Pass, ele encontrou um pequeno acampamento perto do que hoje é conhecido como Pradaria Weippe. Os exploradores ficaram impressionado com quem eles haviam encontrado e, para continuar sua jornada em botes até o pacífico, ele confiaram em deixar seus cavalos a "dois irmãos e um dos filhos do chefe". Um desses índios era Twisted Hair, que se tornou pai de Timothy, um proeminente membro do "Tratado" de 1877. Os índios eram de extrema confiança e o grupo conseguiu recuperar seus cavalos quando eles retornaram.

### Rendição do Chefe Joseph

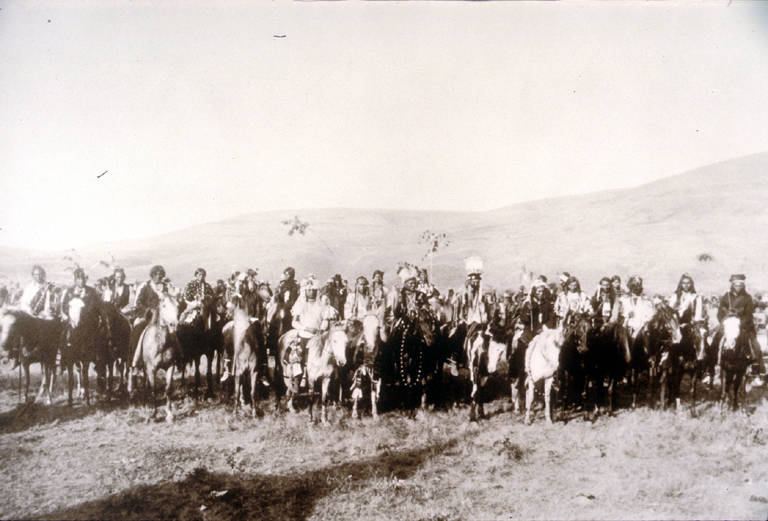
Chefe Joseph - Looking Glass - White Bird. Primavera de 1877

Os Nez Perce se dividiram em dois grupos nos meados do século XIX, com um lado aceitando a recolocação da tribo dentro de uma reserva indígena, e do outro lado, se recusando a deixar as férteis terras de Washington e Oregon. Em 5 de outubro de 1877, Chefe Joseph da Nação Nez Perce se rendeu a uma unidade da cavalaria dos Estados Unidos, perto de Chinook, no norte do que hoje é o Montana. Antes de se renderem, eles lutaram em uma falsa retirada rumo ao Canadá contra 2,000 soldados. Sua rendição, após 13 batalhas e entrando 2740 km dentro do Canadá, marcou a última grande batalha entre o governo estadunidense e uma nação indígena. Depois de se render, o Chefe Joseph pronunciou sua famosa frase: "Ouçam me, meus chefes, eu estou cansado. Meu coração está doente e triste. De onde o sol está agora, eu não irei lutar nunca mais." O caminho percorrido por eles é reproduzido em trilha ecológica atualmente (Nez Perce National Historic Trail). A cavalgada anual em Cypress Hill comemora a cruzada do povo Nez Perce pelo Canadá.

## Programa de Reprodução de Cavalos dos Nez Perce
A tribo Nez Perce começou o seu programa de reprodução em 1995, baseado no cruzamento do Appaloosa e uma raça da Ásia Central chamado Akhal-Teke para produzir o Cavalo Nez Perce. Esse é um programa para restabelecer a tradição cultural do cavalo dos Nez Perce, uma orgulhosa tradição de seleção de raças e guerreiros montados que foi destruída no século XIX. O programa de reprodução é financiado pelo Departamento de Saúde e Serviços Humanos dos Estados Unidos, pela tribo Nez Perce e por uma ONG chamada First Nations Development Institute (sediada na cidade de Washington), que promove ações em territórios indígenas.

## Pesca
A pesca possui uma importância cerimonial, de subsistência e comercial para os Nez Perce. Eles promovem um evento de pesca com todos da tribo no canal principal do Rio Columbia, entre as hidrelétricas de Bonneville e McNary. Além disso, eles pescam durante a primavera/verão o salmão e a Truta-arco-íris no Rio Snake e seus tributários.

## Reserva Indígena Nez Perce
As atuais terras tribais  da reserva estão localizadas nas coordenadas 46° 18′ 27″ N, 116° 24′ 25″ O, abrangendo partes de quatro condados no norte de Idaho, principalmente na região da Pradaria Camas. As outras áreas são os condados de Nez Perce, Lewis, Idaho, and Clearwater. A área total é de 3095 km², e a população da reserva, segundo o sensus de 2000 é de 17 959 residentes. A maior comunidade é a cidade de Orofino. Lapwai, a sede administrativa tribal, possui a maior porcentagem de Nez Perce, em 81,39%.